# Netta (Gattung)
Netta ist eine Gattung der Entenvögel. Der Name leitet sich vom griechischen Wort Netta für „Ente“ ab. Im Gegensatz zu den anderen Tauchenten tauchen die Vertreter dieser Gattung ungern und ernähren sich eher wie Schwimmenten.
Die Vertreter dieser Arten sind gesellig und hauptsächlich im Süßwasser zu finden. Sie besitzen breite, stumpf abgespitzte Flügel und müssen daher zum Abheben kräftigere Flügelschläge ausüben als die meisten anderen Enten.
Ihre Beine sind im Vergleich zu den Schwimmenten weit hinten am Körper platziert, um sich unter Wasser schnell fortzubewegen. Dies führt dazu, dass sie sich an Land nicht sehr gut fortbewegen können.

## Arten
Die Gattung Netta besteht aus drei Arten:
- Kolbenente, Netta rufina
- Rotaugenente, Netta erythrophthalma
- Rosenschnabelente, Netta peposaca

Die wahrscheinlich ausgestorbene Rosenkopfente, früher als Rhodonessa caryophyllacea klassifiziert, wurde durch phylogenetische Analysen als nahe Verwandte der Kolbenente beschrieben und nun in dieselbe Gattung als Netta caryophyllacea gestellt. Jedoch wurde dies aufgrund von mehreren und ausgeprägten Besonderheiten dieser Art in Frage gestellt.

## Bilder

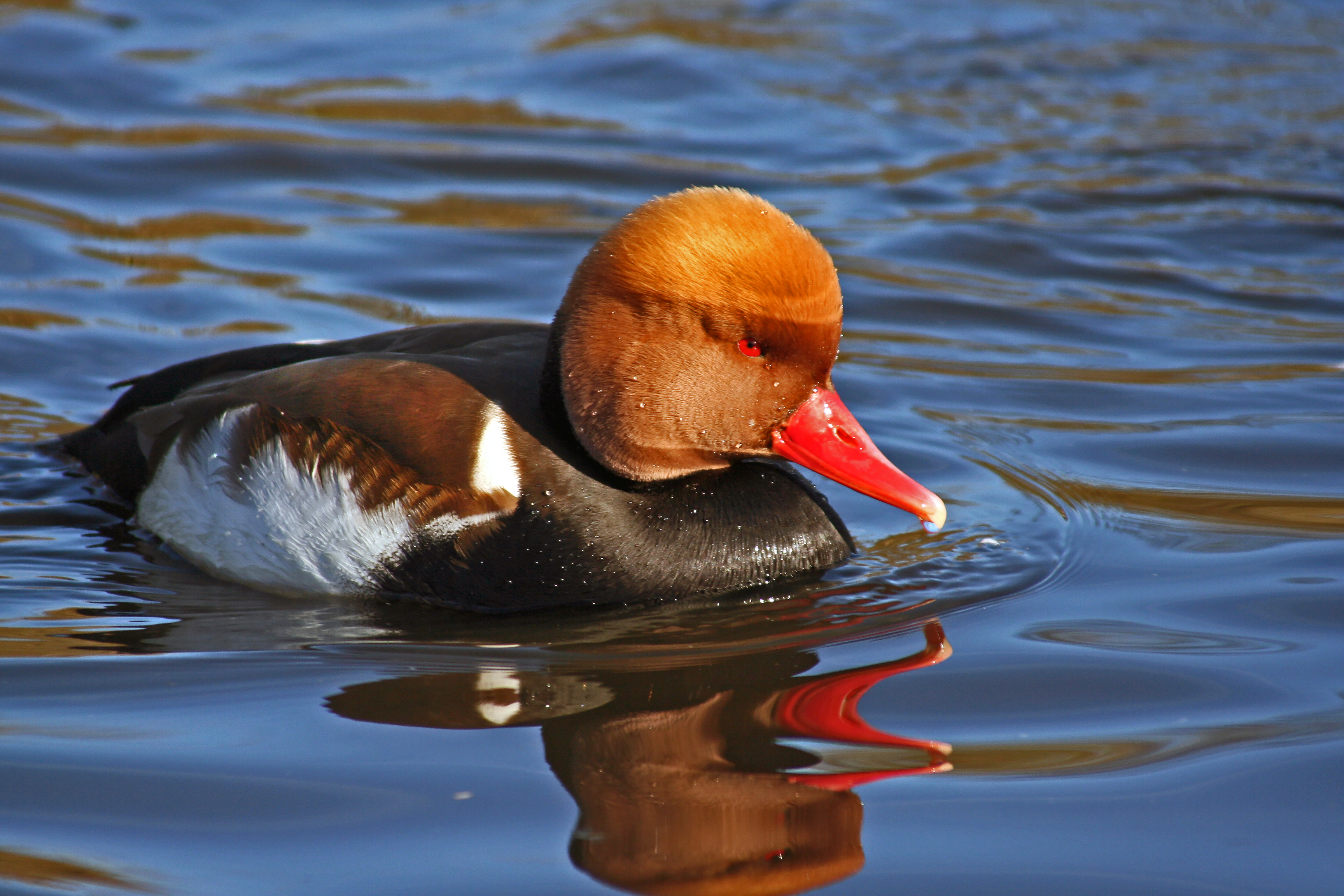
Kolbenente, ♂
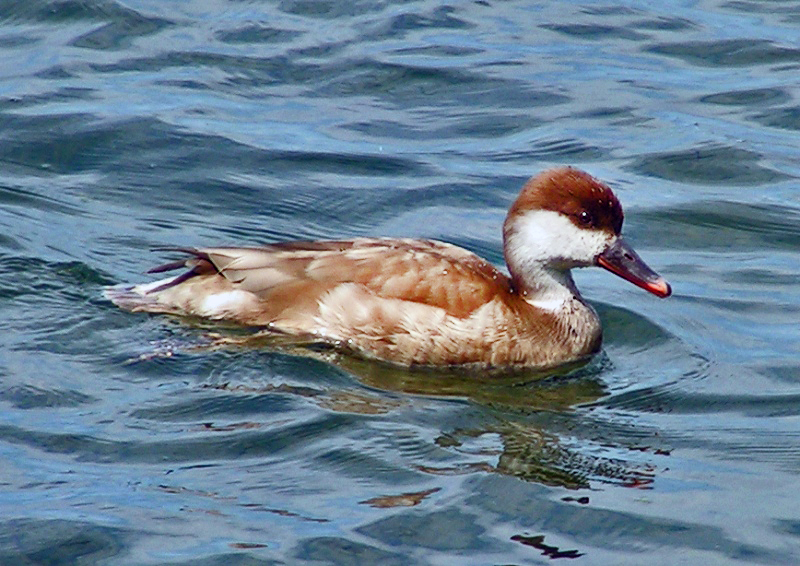
Kolbenente, ♀
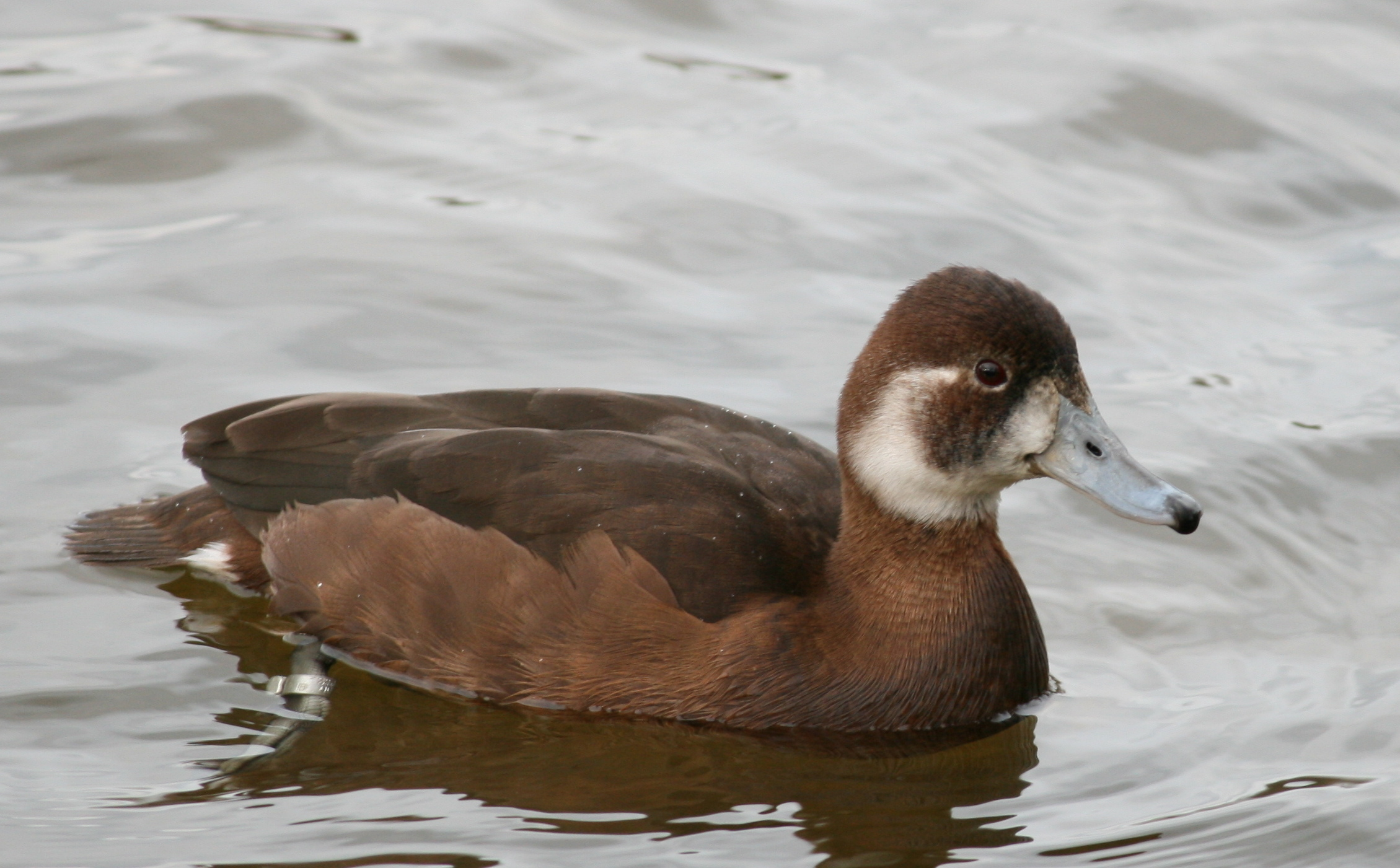
Rotaugenente, ♀
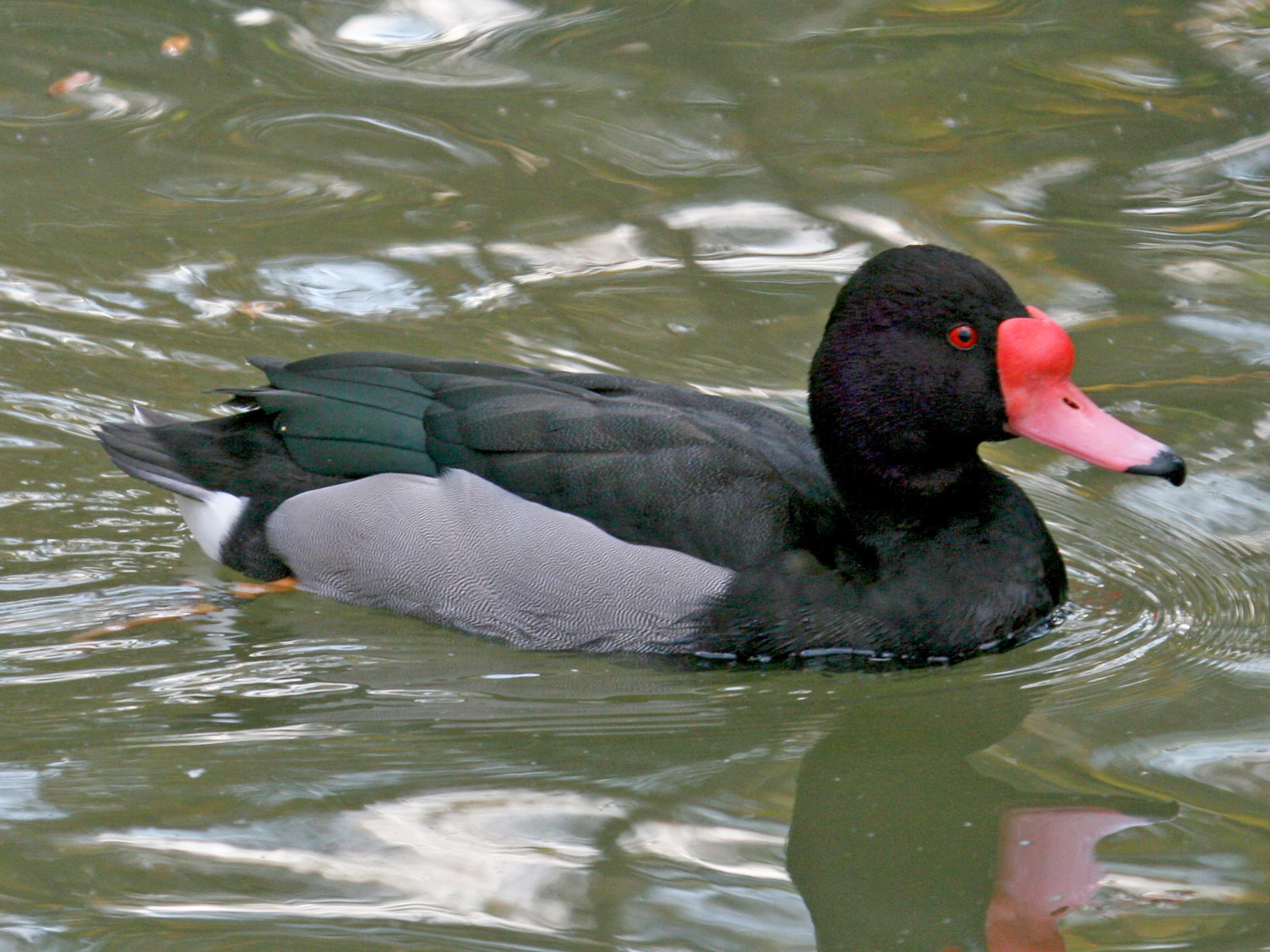
Rosenschnabelente, ♂